# Péninsule de Meayll

La péninsule de Meayll est une presqu'île marquant l'extrémité sud-ouest de l'île de Man et faisant face à l'île de Calf of Man, formant ainsi un détroit appelé Calf Sound. La péninsule fait partie du sheading de Rushen.
La péninsule est délimitée par un isthme formé de deux baies occupées par deux villages : Port Erin et Port Saint Mary. Ses côtes, principalement rocheuses et formant des falaises, sont découpées en de nombreuses criques et caps dont celui de Spanish Head.
Le Sud de la péninsule, de même que l'île de Calf of Man et les récifs environnants, constitue en partie une zone protégée, propriété du Manx National Heritage et gérée par le Manx Wildlife Trust, qui inclut plusieurs sites naturels et archéologiques dont celui de Mull Hill.